# Вергенція

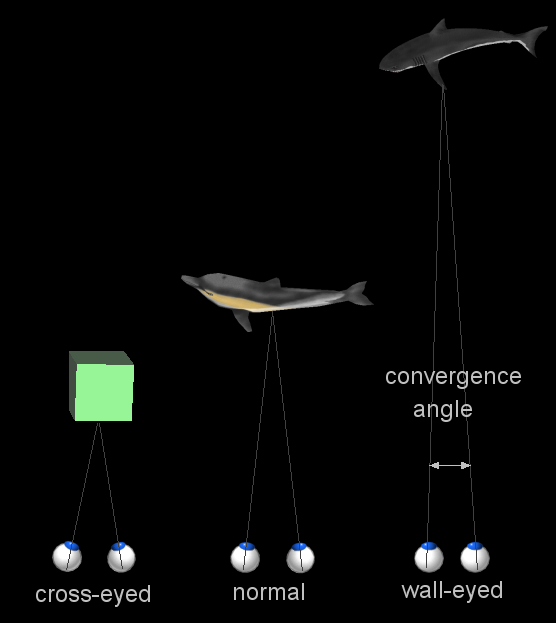
Два ока сходяться, націлившись на об'єкт

Вергенція (від лат. vergere «хилитися, схилятися») — одночасний рух обох очей у протилежних напрямках, щоб отримати або зберегти бінокулярне бачення.
Коли істота з бінокулярним зором дивиться на об'єкт, очі мають повернутися навколо вертикальної осі так, щоб спроєктувати зображення в центр сітківки кожного ока. Щоб подивитися на близький об'єкт, очі повертаються назустріч одне одному (конвергенція), тоді як для віддаленого об'єкта вони відвертаються одне від одного (дивергенція). Надмірна конвергенція називається схрещенням очей (з фокусом на носі, наприклад). Якщо дивитися вдалину, очі розходяться до паралелі, фокусуючись на точці в нескінченності (або дуже віддаленій).
Вергентні рухи тісно пов'язані з акомодацією ока. За нормальних умов, зміна фокусування ока, щоб дивитися на об'єкти на різній відстані буде автоматично викликати конвергенцію і акомодацію, іноді відомі як акомодаційно-конвергенційний рефлекс.
На відміну від швидкостей сакадних рухів 500 °/с, вергентні рухи значно повільніші, близько 25 °/с. Окорухові м'язи мають два типи волокон, кожен зі своєю іннервацією, а отже й подвійний механізм.

## Типи
Такі види вергенції діють у суперпозиція:
- Тонічна вергенція: вергентність за нормального екстраокулярного м'язового тонусу, без акомодації і без стимуляції до бінокулярного злиття. Тонічна вергенція — рух очей з анатомічного положення спокою (положення без іннервації) у фізіологічне положення спокою.[2]
- Акомодативна вергенція: вергенція з метою фокусування.
- Фузійна вергенція (також: вергенція невідповідності, вергенція невідповідності руху або рефлекс вергенції[2]): вергенція, індукована стимулом бінокулярного злиття.
- Проксимальна вергенція: вергенція через свідому фіксацію об'єктів, розташованих поруч або далеко, за відсутності невідповідності і сигналів для акомодації. Це включає також вергенцію, пов'язану з наміром суб'єкта розгледіти об'єкт у темряві.[3]

Проксимальну вергенцію іноді називають вольовою вергенцією, яка, однак, у загальнішому випадку це означає навмисну вергенцію і іноді вважається вергенцією п'ятого типу. Вольова вергенція також потрібна для перегляду автостереограм, а також для навмисного схрещування очей. Вольова конвергенція, як правило, супроводжується акомодацією і міозом (звуження зіниці); однак часто, потренувавшись, люди можуть навчитися розділяти акомодацію і вергенцію.
Вергенцію також розрізняють за напрямком: горизонтальна вергенція, вертикальна вергенція і цикловергенція (кручення). Горизонтальна вергенція далі поділяється на конвергенцію (інакше кажучи: додатну вергенцію) і дивергенцію (інакше кажучи: від'ємну вергенцію). Вергентні рухи очей є результатом діяльності шести окорухових м'язів. Ними керують три черепних нерви: відвідний нерв, блоковий нерв і окоруховий нерв. Горизонтальну вергенцію забезпечують, переважно, медіальний і латеральний м'язи.

### Конвергенція
В офтальмології конвергенція — одночасний рух обох очей одне до одного, як правило, з метою підтримки бінокулярного зору під час розглядання об'єктів. Тільки це не спряжений рух, а лише аддукція очей. Конвергенція є одним з трьох процесів, які правильно фокусують зображення на сітківці ока. Зорова вісь кожного ока буде вказувати на об'єкт для того, щоб його зображення на сітківці було сфокусуваним. Цю дію забезпечує медіальний прямий м'яз, який іннервується черепним нервом. Це один із видів вергенції, яка виконується зовнішніми м'язами. Якщо один із зовнішніх м'язів ока слабший, ніж інший, може трапитися диплопія (двоїння в очах). Це відбувається тому, що розглянутий об'єкт проєктується на різні частини сітківки ока, внаслідок чого мозок бачить два зображення.
Недостатність конвергенції є загальною очною проблемою і головною причиною втоми очей, помутніння зору і головного болю. Ця проблема найчастіше зустрічається у дітей.
Близькість точки конвергенції (NPC) вимірюється підведенням об'єкта до носа і спостереженням, коли пацієнт починає бачити двоїння, або коли одне око вже не відхиляється. Нормальні значення NPC — до 10 см. Будь-яке значення NPC на відстані більшій, ніж 10 см, як правило, наслідок високої екзофорії поблизу.

### Дивергенція

Дивергенція правого ока за відносної стабільності лівого — приклад часткової дивергенції

Дивергенцією в офтальмології називається одночасний рух назовні обох очей одне від одного, як правило, з метою збереження бінокулярного зору під час перегляду об'єктів. Це один з видів вергентного руху очей.

## Вергентні дисфункції
У число вергентних дисфункцій входять:
- Базова екзофорія
- Недостатність конвергенції
- Мікропсійна конвергенція
- Надмірність дивергенції
- Базова езофорія[ru]
- Надмірність конвергенції
- Недостатність дивергенції
- Дисфункція фузійної вергенції
- Гетерофорія

Керування вергенцією та надмірна конвергенція, пов'язані з додатковими акомодаціями, необхідними для подолання гіперметропічної похибки заломлення, відіграють певну роль у виникненні акомодаційної езотропії. Класичним поясненням появи акомодаційної езотропії є компенсація далекозорості за допомогою надмірної акомодаційної конвергенції. Це активний напрямок досліджень причин того, що у багатьох немовлят з гіперметропією розвивається акомодаційна езотропія, тоді як у інших це не відбувається, і як саме впливає на це система вергенції.
Існують докази зв'язку між вергентними аномаліями і появою шизофренії. У цьому випадку можливе лікування за допомогою безнейролептичних методів.